# Taubergrund Weikersheim-Niederstetten
Das FFH-Gebiet Taubergrund Weikersheim-Niederstetten ist ein 2004 vom Regierungspräsidium Stuttgart nach der Richtlinie 92/43/EWG (Fauna-Flora-Habitat-Richtlinie) angemeldetes Schutzgebiet (Schutzgebietskennung DE-6625-341) im Main-Tauber-Kreis und im Landkreis Schwäbisch Hall im fränkisch geprägten Nordosten Baden-Württembergs. Das FFH-Gebiet ist Bestandteil des europäischen Schutzgebietsnetzes Natura 2000. Mit Verordnung des Regierungspräsidiums Stuttgart zur Festlegung der Gebiete von gemeinschaftlicher Bedeutung vom 30. Oktober 2018 (in Kraft getreten am 11. Januar 2019), wurde das Schutzgebiet ausgewiesen.

## Beschreibung

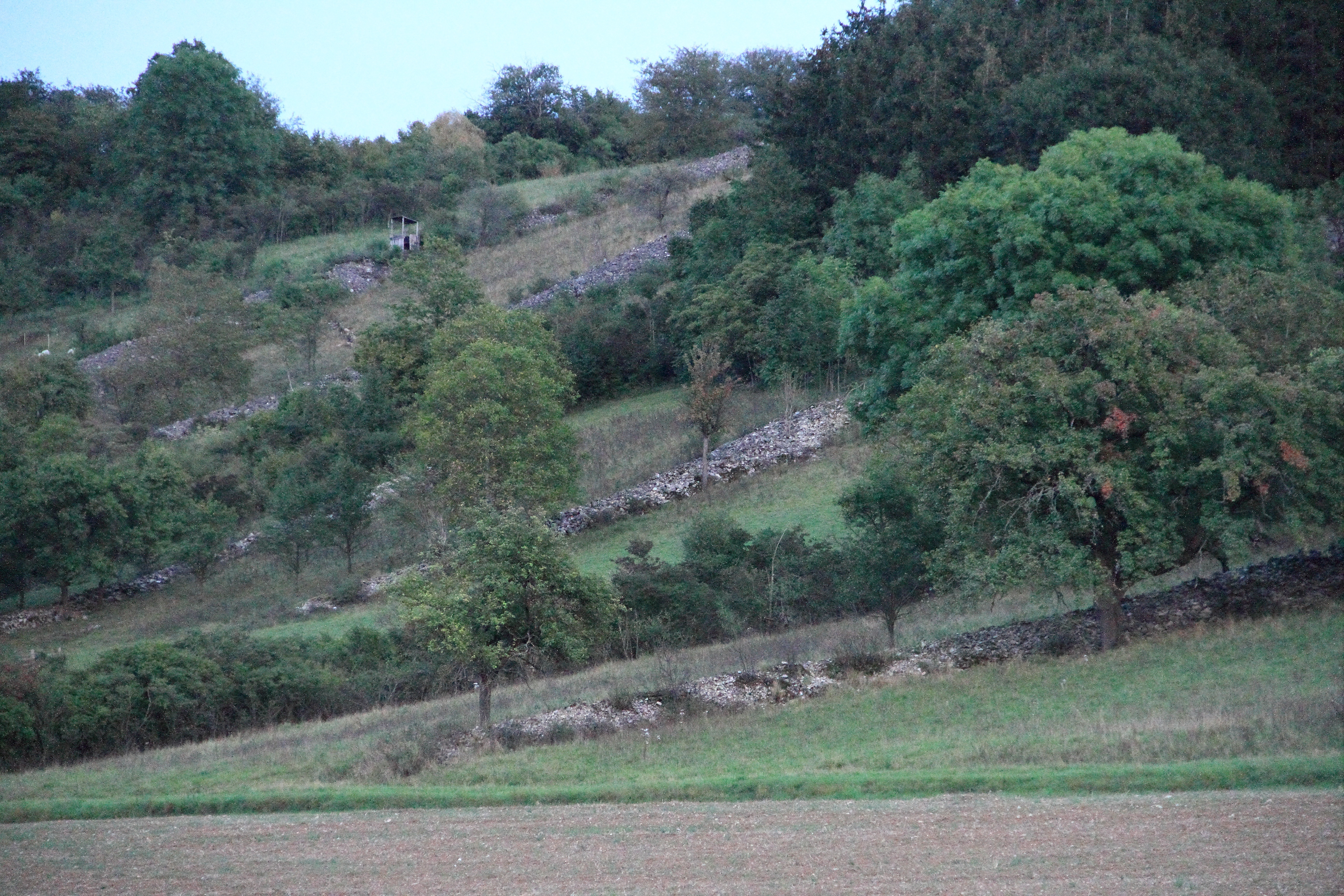
Steinriegellandschaft zwischen Weikersheim und Elpersheim, 2014

Das FFH-Gebiet umfasst das Vorbachtal mit Seitentälern südlich von Weikersheim mit äußerst strukturreichen Hängen sowie die Tauber und Tauberhänge um Weikersheim, den Aschbach mit Trockenhängen und umgebenden artenreichen Laubwäldern, an den Trockenhängen zahlreiche mächtige Steinriegel.

## Schutzzweck
Folgende Lebensraumtypen nach Anhang I der FFH-Richtlinie kommen im Gebiet vor:
- Kalktuffquellen
- Kalk-(Halb-)Trockenrasen und ihre Verbuschungsstadien (* orchideenreiche Bestände)
- Feuchte Hochstaudenfluren
- Magere Flachland-Mähwiesen
- Kalkfelsen mit Felsspaltenvegetation
- Schlucht- und Hangmischwälder
- Erlen-Eschen- und Weichholzauenwälder
- Orchideen-Kalk-Buchenwälder
- Flüsse mit Gänsefuß- und Zweizahn-Gesellschaften auf Schlammbänken
- Wacholderbestände auf Zwergstrauchheiden oder Kalkrasen
- Basenreiche oder Kalk-Pionierrasen
- Fließgewässer mit flutender Wasservegetation
- Natürliche und naturnahe nährstoffreiche Stillgewässer mit Laichkraut- oder Froschbiss-Gesellschaften